# レベルファイブ
株式会社レベルファイブ（英: LEVEL-5 Inc.）は、ゲームソフトの企画・開発・制作・販売を主な事業とする日本の企業。コンピュータエンターテインメント協会・GFF正会員。社名は「五つ星＝最上級のクオリティ」が由来。

## 歴史

### デベロッパーとして創業
1998年10月、元リバーヒルソフト社員の日野晃博を中心に有限会社として設立。当初はソニー・コンピュータエンタテインメント（以下「SCE」）の子会社としての起業を視野に入れていたが、当時SCE副社長だった佐藤明の助言により独立起業の道を選んだ。その後、2001年10月に株式会社へ組織変更。
SCEの支援を受け、デビュー作となるロールプレイングゲーム（RPG）『ダーククラウド』（2000年）をPlayStation 2（PS2）向けに開発した。同作はアメリカでミリオンセラーを達成し高い評価を受けた。
これ以降RPG作品を制作するデベロッパーとして、『ダーククロニクル』（2002年、SCE）、『ドラゴンクエストVIII 空と海と大地と呪われし姫君』（2004年、スクウェア・エニックス）、『ローグギャラクシー』（2005年、SCE）、『JEANNE D'ARC』（2006年、SCE）などのRPG作品をPS2やPlayStation Portable（PSP）向けに開発した。『ドラクエVIII』は同シリーズの作者堀井雄二から、シリーズにおいて「初めて延期なしで発売できた快挙」と称賛された。
2002年にはマイクロソフトのパブリッシングによるXbox用MMORPG『トゥルーファンタジー ライブオンライン』が発表されたが、2004年6月3日に開発中止が発表されている。2004年4月、GFFを九州地方のゲームソフトウェア制作会社8社にて設立。

### パブリッシャー参入とメディア展開
2006年10月11日にパブリッシング事業の開始と企業ロゴマークの変更が発表された。2007年に発売されたパブリッシング第1弾の『レイトン教授と不思議な町』（ニンテンドーDS）は国内外でヒットしシリーズ化され、同社の成長と知名度向上の原動力となった。『レイトン教授』は有名俳優の声優起用やアニメ映画の公開などメディアを広く活用した展開が行われ、続く『イナズマイレブン』（2008年、ニンテンドーDS）からは、ゲームの発売前からテレビアニメの放送を前提に時期を連動させるなどのメディアミックス展開が積極的に活用されている。
加えて『ダンボール戦機』（2011年、PSP）や『妖怪ウォッチ』（2013年、ニンテンドー3DS）では玩具メーカーとの提携を深めており、ゲームソフトにプラモデルやメダルといった玩具を同梱した上で、これらの別バージョンを玩具メーカー自身も販売し、また他の各社が販売する関連商品にも同梱させている。これによりゲームの販促活動としてのメディアミックスに留まらず、提携各社の商品の売り上げを最大化することで、他社を巻きこんだIP全体としての経済規模を拡大させる施策を成功させている。
2008年に福岡市の東平尾公園博多の森球技場の命名権を取得し、3月1日から2020年2月29日まで「レベルファイブスタジアム」と呼称されていた。
2011年6月13日、10月より放送開始のテレビアニメ『機動戦士ガンダムAGE』を製作発表し、レベルファイブが企画協力し、日野がストーリーとシリーズ構成、長野拓造がキャラクター原案を担当する。

### 事業の拡大
2011年6月21日、モバイルコンテンツ大手のDeNAと業務提携を行いソーシャルゲーム事業において、ゲームの共同企画・開発を進め、両社共同で海外のソーシャルゲーム市場の創出・開拓を目指すと発表した。10月15日、初の単独ゲームショー「レベルファイブワールド2011」を東京ビッグサイトで開催し、出版ブランド「LEVEL5 BOOKS」の立ち上げおよび店舗用ゲーム機分野への参入も発表された。
2013年5月30日、ハードの垣根を越えた（サーバーを介してハード間でデータを共有する）スマートフォン向けの新ゲームブランド「UNIPLAY」を発表。ワンダーフリックなど2タイトルが配信されたが、現在はサービスが終了している。
2015年7月23日、UNIPLAYに代わる新たなサービス「LEVEL5 ID」の提供が開始された。
2015年8月31日、電通との共同出資により海外クロスメディア展開を行う会社「LEVEL-5 abby Inc.」を米国のサンタモニカに設立。
2016年12月26日、2D・3Dグラフィックワーク製作を専門とした完全子会社「フリースタイルワーク」を設立。
2017年6月15日、ゲーム開発会社comceptとの合弁によりゲームアプリ企画開発を行う完全子会社「LEVEL5 comcept」を設立、2019年6月18日に初のタイトル「ドラゴン&コロニーズ」を配信（2020年2月17日サービス終了）。
2020年10月15日、クリエイティブコミュニケーションサイト「マンガ5」のサービスを開始。サービス開始時点では完全オリジナルの9作品が掲載されている。
2025年3月3日、LEVEL5 comceptからの事業譲渡により同社全事業を承継し大阪オフィスを新設。LEVEL5 comceptは同年4月30日をもって解散となった。

## ROID
2009年6月1日、iモード向けにサービス開始されたゲームポータルサイト。2008年9月26日の「LEVEL5 VISION 2008」で発表、プレゼンではロボットに変形する仮想のゲーム機が登場した。PC版のリリースも発表されたが、最後まで実施されることはなかった。
2012年11月1日、同じくゲームポータルサイト『レイトン教授モバイル』とサービスを統合し、新たに『レイトン教授モバイルR』としてリニューアル。ROID時代のゲームは一部を残してサービスを終了。その後、『レイトン教授モバイルR』も2014年8月31日にサービス提供を終了した。

## 特許権をめぐる訴訟
セガホールディングスは、ペンなどによって画面にタッチしキャラクターを操作するシステムについて特許を取得していたが、この特許についてレベルファイブが開発したイナズマイレブンのニンテンドーDS向けソフトが、セガの特許を侵害しているとして、セガは東京地方裁判所に対し、2012年10月22日、イナズマイレブンの8作品の販売差し止め・廃棄並びに約9億円の損害賠償（特許使用料として入る見込みだった金額）の支払いを求めて提訴した。このシステムはダンボール戦機WARSにおいても採用されているが、提訴後に発売されたもののため、対象からは外れている。その後、両社による公式な発表や報道などはなされていないが、2022年の時点でイナズマイレブンシリーズの販売は継続している。

## 作品
備考に記述がない作品はレベルファイブから発売している。

### 家庭用ゲーム
| タイトル                                                            | 発売日            | プラットフォーム                            | 備考 |
| ------------------------------------------------------------------- | ----------------- | ------------------------------------------- | --- |
| ダーククラウド                                                      | 2000年12月14日    | PlayStation 2                               | ソニー・コンピュータエンタテインメント発売                                                                       |
| ダーククロニクル                                                    | 2002年11月28日    | PlayStation 2                               | ソニー・コンピュータエンタテインメント発売                                                                       |
| ドラゴンクエストVIII 空と海と大地と呪われし姫君                     | 2004年11月27日    | PlayStation 2                               | スクウェア・エニックス発売                                                                                       |
| ローグギャラクシー                                                  | 2005年12月8日     | PlayStation 2                               | ソニー・コンピュータエンタテインメント発売                                                                       |
| JEANNE D'ARC                                                        | 2006年11月22日    | PlayStation Portable                        | ソニー・コンピュータエンタテインメント発売                                                                       |
| レイトン教授と不思議な町                                            | 2007年2月15日     | ニンテンドーDS                              | |
| ローグギャラクシー ディレクターズカット                             | 2007年3月21日     | PlayStation 2                               | ソニー・コンピュータエンタテインメント発売                                                                       |
| レイトン教授と悪魔の箱                                              | 2007年11月29日    | ニンテンドーDS                              | |
| イナズマイレブン                                                    | 2008年8月22日     | ニンテンドーDS                              | |
| レイトン教授と最後の時間旅行                                        | 2008年11月27日    | ニンテンドーDS                              | |
| 白騎士物語 -古の鼓動-                                               | 2008年12月25日    | PlayStation 3                               | ソニー・コンピュータエンタテインメント発売                                                                       |
| スローンとマクヘールの謎の物語                                      | 2009年5月21日     | ニンテンドーDS                              | |
| 多湖輝の頭の体操 第1集 謎解き世界一周旅行                           | 2009年6月18日     | ニンテンドーDS                              | |
| 多湖輝の頭の体操 第2集 銀河横断謎解きアドベンチャー                 | 2009年6月18日     | ニンテンドーDS                              | |
| ドラゴンクエストIX 星空の守り人                                     | 2009年7月11日     | ニンテンドーDS                              | スクウェア・エニックス発売                                                                                       |
| スローンとマクヘールの謎の物語2                                     | 2009年9月3日      | ニンテンドーDS                              | |
| イナズマイレブン2 脅威の侵略者 ファイア/ブリザード                  | 2009年10月1日     | ニンテンドーDS                              | |
| 白騎士物語 -古の鼓動- EX Edition                                    | 2009年10月8日     | PlayStation 3                               | ソニー・コンピュータエンタテインメント発売                                                                       |
| 多湖輝の頭の体操 第3集 不思議の国の謎解きおとぎ話                   | 2009年10月8日     | ニンテンドーDS                              | |
| 多湖輝の頭の体操 第4集 タイムマシンの謎解き大冒険                   | 2009年10月8日     | ニンテンドーDS                              | |
| レイトン教授と魔神の笛                                              | 2009年11月26日    | ニンテンドーDS                              | |
| イナズマイレブン3 世界への挑戦!! スパーク/ボンバー                  | 2010年7月1日      | ニンテンドーDS                              | |
| 白騎士物語 -光と闇の覚醒-                                           | 2010年7月8日      | PlayStation 3                               | ソニー・コンピュータエンタテインメント発売                                                                       |
| 二ノ国 漆黒の魔導士                                                 | 2010年12月9日     | ニンテンドーDS                              | |
| イナズマイレブン3 世界への挑戦!! ジ・オーガ                         | 2010年12月16日    | ニンテンドーDS                              | |
| レイトン教授と奇跡の仮面                                            | 2011年2月26日     | ニンテンドー3DS                             | |
| ダンボール戦機                                                      | 2011年6月16日     | PlayStation Portable                        | |
| イナズマイレブン ストライカーズ                                     | 2011年7月16日     | Wii                                         | |
| 二ノ国 白き聖灰の女王                                               | 2011年11月17日    | PlayStation 3                               | |
| ダンボール戦機 ブースト                                             | 2011年11月23日    | PlayStation Portable                        | |
| イナズマイレブンGO シャイン/ダーク                                  | 2011年12月15日    | ニンテンドー3DS                             | |
| イナズマイレブン ストライカーズ 2012エクストリーム                  | 2011年12月22日    | Wii                                         | |
| ガールズRPG シンデレライフ                                          | 2012年3月8日      | ニンテンドー3DS                             | |
| GUILD01                                                             | 2012年5月31日     | ニンテンドー3DS                             | |
| ダンボール戦機 爆ブースト                                           | 2012年7月5日      | ニンテンドー3DS                             | |
| タイムトラベラーズ                                                  | 2012年7月12日     | PlayStation Vita                            | |
| タイムトラベラーズ                                                  | 2012年7月12日     | ニンテンドー3DS                             | |
| タイムトラベラーズ                                                  | 2012年7月19日     | PlayStation Portable                        | |
| 機動戦士ガンダムAGE ユニバースアクセル/コズミックドライブ           | 2012年8月30日     | PlayStation Portable                        | バンダイナムコゲームス発売                                                                                       |
| ダンボール戦機W                                                     | 2012年10月18日    | PlayStation Portable                        | |
| ダンボール戦機W                                                     | 2012年10月18日    | PlayStation Vita                            | |
| GUILD SERIES 解放少女                                               | 2012年11月14日    | ニンテンドー3DS                             | |
| GUILD SERIES レンタル武器屋 de オマッセ                             | 2012年11月21日    | ニンテンドー3DS                             | |
| GUILD SERIES CRIMSON SHROUD                                         | 2012年11月28日    | ニンテンドー3DS                             | |
| レイトン教授VS逆転裁判                                              | 2012年11月29日    | ニンテンドー3DS                             | カプコンとの共同開発                                                                                             |
| GUILD SERIES AERO PORTER                                            | 2012年12月5日     | ニンテンドー3DS                             | |
| イナズマイレブンGO2 クロノ・ストーン ネップウ/ライメイ              | 2012年12月13日    | ニンテンドー3DS                             | |
| イナズマイレブン エブリデイ!!                                       | 2012年12月20日    | ニンテンドー3DS                             | 非売品 |
| イナズマイレブンGO ストライカーズ 2013                              | 2012年12月20日    | Wii                                         | |
| イナズマイレブン1・2・3!! 円堂守伝説                                | 2012年12月27日    | ニンテンドー3DS                             | |
| ファンタジーライフ                                                  | 2012年12月27日    | ニンテンドー3DS                             | ブラウニーブラウンとハ・ン・ドが共同開発                                                                         |
| レイトン教授と超文明Aの遺産                                         | 2013年2月28日     | ニンテンドー3DS                             | |
| GUILD SERIES 怪獣が出る金曜日                                       | 2013年3月13日     | ニンテンドー3DS                             | |
| GUILD SERIES 虫けら戦車                                             | 2013年3月19日     | ニンテンドー3DS                             | |
| GUILD SERIES 宇宙船ダムレイ号                                       | 2013年3月27日     | ニンテンドー3DS                             | |
| 妖怪ウォッチ                                                        | 2013年7月11日     | ニンテンドー3DS                             | 日本以外では任天堂が発売                                                                                         |
| ダンボール戦機W 超カスタム                                          | 2013年7月18日     | ニンテンドー3DS                             | |
| ファンタジーライフ LINK!                                            | 2013年7月25日     | ニンテンドー3DS                             | ブラウニーズとハ・ン・ドが共同開発                                                                               |
| ダンボール戦機ウォーズ                                              | 2013年10月31日    | ニンテンドー3DS                             | |
| イナズマイレブンGO ギャラクシー ビッグバン/スーパーノヴァ           | 2013年12月5日     | ニンテンドー3DS                             | |
| 妖怪ウォッチ2 元祖/本家                                             | 2014年7月10日     | ニンテンドー3DS                             | 日本以外では任天堂が発売                                                                                         |
| 妖怪ウォッチ2 真打                                                  | 2014年12月13日    | ニンテンドー3DS                             | 日本以外では任天堂が発売                                                                                         |
| 妖怪ウォッチバスターズ 赤猫団/白犬隊                                | 2015年7月11日     | ニンテンドー3DS                             | 日本以外では任天堂が発売                                                                                         |
| 妖怪ウォッチダンス JUST DANCE スペシャルバージョン                  | 2015年12月5日     | Wii U                                       | ユービーアイソフトとの共同開発                                                                                   |
| 妖怪三国志                                                          | 2016年4月2日      | ニンテンドー3DS                             | コーエーテクモゲームス開発                                                                                       |
| 妖怪ウォッチ3 スシ/テンプラ                                         | 2016年7月16日     | ニンテンドー3DS                             | |
| 妖怪ウォッチ3 スキヤキ                                              | 2016年12月15日    | ニンテンドー3DS                             | 日本以外では任天堂が発売                                                                                         |
| レイトン ミステリージャーニー カトリーエイルと大富豪の陰謀          | 2017年7月20日     | ニンテンドー3DS                             | 発表時のタイトルは「レディレイトン 大富豪アリアドネの陰謀」 ハ・ン・ド開発                                       |
| 妖怪ウォッチ3 スシ/テンプラ レベルファイブ ザ ベスト                | 2017年7月20日     | ニンテンドー3DS                             | 「妖怪ウォッチ3 スシ/テンプラ」の価格改訂版                                                                      |
| スナックワールド トレジャラーズ                                     | 2017年8月10日     | ニンテンドー3DS                             | |
| 妖怪ウォッチバスターズ2 秘宝伝説バンバラヤー ソード/マグナム        | 2017年12月16日    | ニンテンドー3DS                             | |
| 二ノ国II レヴァナントキングダム                                     | 2018年3月23日     | PlayStation 4                               | 日本以外ではバンダイナムコエンターテインメントが発売                                                             |
| スナックワールド トレジャラーズ ゴールド                            | 2018年4月12日     | Nintendo Switch                             | ハ・ン・ド開発                                                                                                   |
| イナズマイレブン for ニンテンドー3DS                                | 2018年7月20日     | ニンテンドー3DS                             | 10周年企画として期間限定無料配信                                                                                 |
| レイトン ミステリージャーニー カトリーエイルと大富豪の陰謀 DX       | 2018年8月9日      | Nintendo Switch                             | |
| 妖怪ウォッチ4 ぼくらは同じ空を見上げている                          | 2019年6月20日     | Nintendo Switch                             | |
| 二ノ国 白き聖灰の女王 for Nintendo Switch                           | 2019年9月20日     | Nintendo Switch                             | 日本以外ではバンダイナムコエンターテインメントが発売                                                             |
| 二ノ国 白き聖灰の女王 REMASTERED                                    | 2019年9月20日     | PlayStation 4                               | 日本以外ではバンダイナムコエンターテインメントが発売                                                             |
| 二ノ国 白き聖灰の女王 REMASTERED                                    | 2022年9月15日     | Xbox Game Pass / Xbox Series X/S / Xbox One | 日本以外ではバンダイナムコエンターテインメントが発売                                                             |
| 妖怪ウォッチ1 for Nintendo Switch                                   | 2019年10月10日    | Nintendo Switch                             | |
| 妖怪ウォッチ4++                                                     | 2019年12月5日     | Nintendo Switch                             | |
| 妖怪ウォッチ4++                                                     | 2019年12月5日     | PlayStation 4                               | |
| 妖怪学園Y 〜ワイワイ学園生活〜                                      | 2020年8月13日     | Nintendo Switch                             | パッケージ版は2020年12月17日に発売                                                                               |
| 妖怪学園Y 〜ワイワイ学園生活〜                                      | 2020年10月29日    | PlayStation 4                               | パッケージ版は2020年12月17日に発売                                                                               |
| 妖怪ウォッチ1 for Nintendo Switch レベルファイブ ザ ベスト          | 2021年4月22日     | Nintendo Switch                             | 「妖怪ウォッチ1 for Nintendo Switch」の価格改訂版                                                                |
| 妖怪ウォッチ4 ぼくらは同じ空を見上げている レベルファイブ ザ ベスト | 2021年4月22日     | Nintendo Switch                             | 「妖怪ウォッチ4 ぼくらは同じ空を見上げている」の価格改訂版 パッケージ版のみの販売                                |
| レイトン ミステリージャーニー カトリーエイルと大富豪の陰謀 DX+      | 2021年7月8日      | Nintendo Switch                             | 「レイトン ミステリージャーニー カトリーエイルと大富豪の陰謀 DX」の価格改訂版 TVアニメ版の声優によるボイスが追加 |
| 二ノ国II レヴァナントキングダム All In One Edition                  | 2021年9月16日     | Nintendo Switch                             | 日本以外ではバンダイナムコエンターテインメントが発売                                                             |
| 二ノ国II レヴァナントキングダム All In One Edition                  | 2023年3月21日     | Xbox Game Pass / Xbox Series X/S / Xbox One | 日本以外ではバンダイナムコエンターテインメントが発売                                                             |
| メガトン級ムサシ                                                    | 2021年11月11日    | Nintendo Switch                             | |
| メガトン級ムサシ                                                    | 2021年11月11日    | PlayStation 4                               | |
| メガトン級ムサシX（クロス）                                         | 2022年12月16日    | Nintendo Switch                             | 基本無料プレイ・アイテム課金                                                                                     |
| メガトン級ムサシX（クロス）                                         | 2022年12月16日    | PlayStation 5 / 4                           | 基本無料プレイ・アイテム課金                                                                                     |
| メガトン級ムサシW（ワイアード）                                     | 2024年4月25日     | Nintendo Switch                             | |
| メガトン級ムサシW（ワイアード）                                     | 2024年4月25日     | PlayStation 5 / 4                           | |
| ファンタジーライフi グルグルの竜と時をぬすむ少女                    | 2025年5月22日     | Nintendo Switch                             | LEVEL5 comcept→レベルファイブ大阪オフィス開発                                                                    |
| ファンタジーライフi グルグルの竜と時をぬすむ少女                    | 2025年5月22日     | PlayStation 5 / 4                           | LEVEL5 comcept→レベルファイブ大阪オフィス開発                                                                    |
| ファンタジーライフi グルグルの竜と時をぬすむ少女                    | 2025年5月22日     | Xbox Series X/S                             | LEVEL5 comcept→レベルファイブ大阪オフィス開発                                                                    |
| ファンタジーライフi グルグルの竜と時をぬすむ少女                    | 2025年6月5日      | Nintendo Switch 2                           | LEVEL5 comcept→レベルファイブ大阪オフィス開発                                                                    |
| イナズマイレブン 英雄たちのヴィクトリーロード                       | 2025年8月22日予定 | Nintendo Switch 2 / Nintendo Switch         | 発表時のタイトルは「イナズマイレブン アレスの天秤」                                                              |
| イナズマイレブン 英雄たちのヴィクトリーロード                       | 2025年8月22日予定 | PlayStation 5 / 4                           | 発表時のタイトルは「イナズマイレブン アレスの天秤」                                                              |
| イナズマイレブン 英雄たちのヴィクトリーロード                       | 2025年8月22日予定 | Xbox Series X/S                             | 発表時のタイトルは「イナズマイレブン アレスの天秤」                                                              |
| レイトン教授と蒸気の新世界                                          | 2025年予定        | Nintendo Switch                             | |
| イナズマイレブン RE                                                 | 2026年予定        | Nintendo Switch                             | |
| イナズマイレブン RE                                                 | 2026年予定        | PlayStation 5 / 4                           | |
| デカポリス                                                          | 2026年予定        | Nintendo Switch                             | |
| デカポリス                                                          | 2026年予定        | PlayStation 5 / 4                           | |
| うしろ                                                              | 未定              | Nintendo Switch                             | |

### PCゲーム
| タイトル                                           | 配信日            | プラットフォーム | 備考 |
| -------------------------------------------------- | ----------------- | ---------------- | --- |
| イナズマイレブン オンライン                        | 2014年6月4日      | Windows          | NHN PlayArtとの共同開発 2015年3月31日サービス終了 |
| 装甲娘                                             | 2018年1月30日     | DMM GAMES        | 2018年6月19日に制作体制の見直しを理由にサービス中断、2020年5月21日に『装甲娘 ミゼレムクライシス』のタイトルでサービス再開 DMM GAMES開発・運営 2021年7月6日サービス終了 |
| 二ノ国II レヴァナントキングダム                    | 2018年3月23日     | Steam            | 日本以外ではバンダイナムコエンターテインメントが発売 |
| 二ノ国 白き聖灰の女王 REMASTERED                   | 2019年9月20日     | Steam            | 日本以外ではバンダイナムコエンターテインメントが発売 |
| 二ノ国 白き聖灰の女王 REMASTERED                   | 2022年9月15日     | Windows          | 日本以外ではバンダイナムコエンターテインメントが発売 |
| 二ノ国II レヴァナントキングダム All In One Edition | 2023年3月21日     | Windows          | 日本以外ではバンダイナムコエンターテインメントが発売 |
| メガトン級ムサシW（ワイアード）                    | 2024年4月25日     | Steam            | |
| ファンタジーライフi グルグルの竜と時をぬすむ少女   | 2025年5月22日     | Steam            | |
| イナズマイレブン 英雄たちのヴィクトリーロード      | 2025年8月22日予定 | Steam            | |

### モバイルゲーム
| タイトル                                                   | 配信日         | プラットフォーム | 備考 |
| ---------------------------------------------------------- | -------------- | ---------------- | --- |
| レイトンブラザーズ・ミステリールーム                       | 2012年9月21日  | iOS              | |
| レイトンブラザーズ・ミステリールーム                       | 2013年9月11日  | Android          | |
| 地球壊滅的B級カノジョ                                      | 2013年6月25日  | iOS              | 2013年8月12日よりタイトルを『地球壊滅的B級カノジョZ 宇宙大戦』に変更 2014年2月27日サービス終了                                                                              |
| 地球壊滅的B級カノジョZ 宇宙大戦                            | 2013年8月12日  | Android          | 2014年2月27日サービス終了 |
| ようかい体操第一 パズルだニャン                            | 2013年7月16日  | iOS/Android      | |
| LINE パズル de イナズマイレブン                            | 2013年12月19日 | iOS/Android      | LINE運営 2014年11月28日サービス終了 |
| ワンダーフリック                                           | 2014年1月8日   | Android          | iOSでは冒頭部分を『ワンダーフリック 大冒険プロローグ』のタイトルで2013年11月25日配信 2014年8月29日よりタイトルを『ワンダーフリックR』に変更 2015年9月14日サービス終了       |
| ワンダーフリック                                           | 2014年1月15日  | iOS              | iOSでは冒頭部分を『ワンダーフリック 大冒険プロローグ』のタイトルで2013年11月25日配信 2014年8月29日よりタイトルを『ワンダーフリックR』に変更 2015年9月14日サービス終了       |
| ようかい体操第一 パズルだニャンDX                          | 2015年3月17日  | Android          | スゴ得コンテンツ限定 2021年7月31日サービス終了 |
| 妖怪ウォッチ ぷにぷに                                      | 2015年10月22日 | Android          | NHN PlayArtとの共同開発 |
| 妖怪ウォッチ ぷにぷに                                      | 2015年10月28日 | iOS              | NHN PlayArtとの共同開発 |
| イナズマイレブン エブリデイ!!+                             | 2017年6月30日  | iOS/Android      | ニンテンドー3DS用ソフト『イナズマイレブン エブリデイ!!』をスマートフォンに移植したもの ゲームドゥ開発                                                                       |
| レイトン ミステリージャーニー カトリーエイルと大富豪の陰謀 | 2017年7月20日  | iOS/Android      | 発表時のタイトルは「レディレイトン 大富豪アリアドネの陰謀」 ハ・ン・ド開発                                                                                                  |
| オトメ勇者                                                 | 2017年12月16日 | iOS/Android      | ハ・ン・ド開発→マイネット開発 2019年6月25日よりタイトルを『天惺のイリュミナシア〜オトメ勇者〜』に変更 2020年2月14日サービス終了                                             |
| 妖怪三国志 国盗りウォーズ                                  | 2018年1月11日  | iOS/Android      | コーエーテクモゲームス運営・開発 2023年9月28日サービス終了 |
| 妖怪ウォッチ ゲラポリズム                                  | 2018年5月10日  | iOS/Android      | |
| レイトン教授と不思議な町 EXHD for スマートフォン           | 2018年6月8日   | iOS/Android      | ニンテンドーDS用ソフト『レイトン教授と不思議な町』をスマートフォンに移植したもの                                                                                            |
| 妖怪ウォッチ ワールド                                      | 2018年6月27日  | iOS/Android      | ガンホー・オンライン・エンターテイメントとの共同開発 2022年12月23日にサービス終了し、タイトルを『妖怪ウォッチ ワールド メモリーズ』に変更。以後はオフラインゲームとして配信 |
| ファンタジーライフ オンライン                              | 2018年7月23日  | iOS/Android      | 発表時のタイトルは「ファンタジーライフ2 ふたつの月とかみさまの村」 |
| レイトン教授と悪魔の箱 EXHD for スマートフォン             | 2018年12月5日  | iOS/Android      | ニンテンドーDS用ソフト『レイトン教授と悪魔の箱』をスマートフォンに移植したもの                                                                                              |
| ドラゴン&コロニーズ                                        | 2019年6月18日  | iOS/Android      | LEVEL5 comcept開発 2020年2月17日サービス終了 |
| 妖怪ウォッチ メダルウォーズ                                | 2019年7月30日  | iOS/Android      | ネットマーブルモンスター開発 2020年12月3日サービス終了 |
| イナズマイレブンSD                                         | 2020年1月3日   | iOS/Android      | ゲームドゥとの共同開発 2020年12月1日サービス終了 |
| 装甲娘 ミゼレムクライシス                                  | 2020年5月21日  | iOS/Android      | DMM GAMES開発・運営 2021年7月6日サービス終了 |
| レイトン教授と最後の時間旅行 EXHD for スマートフォン       | 2020年7月13日  | iOS/Android      | ニンテンドーDS用ソフト『レイトン教授と最後の時間旅行』をスマートフォンに移植したもの                                                                                        |
| 二ノ国:Cross Worlds                                        | 2021年6月10日  | iOS/Android      | ネットマーブル開発・運営 |
| 妖怪ウォッチ1 スマホ                                       | 2021年7月10日  | iOS/Android      | ニンテンドー3DS用ソフト『妖怪ウォッチ』をスマートフォンに移植したもの 発表時のタイトルは「妖怪ウォッチforスマートフォン」                                                   |

### 開発中止
| タイトル                              | プラットフォーム                                                    | 備考 |
| ------------------------------------- | ------------------------------------------------------------------- | --- |
| トゥルーファンタジー ライブオンライン | Xbox                                                                | 2004年6月3日に開発中止を発表。 マイクロソフトから発売予定だった。 |
| レイトン7                             | ニンテンドー3DS / iOS / Android                                     | 2015年4月7日開催の新作発表会「LEVEL5 VISION 2015 -THE BEGINNING-」より 3DS版に言及されなくなり、iOS / Android版も2018年6月にレイトンシリーズ公式サイトトップページから 配信予定の表記が削除された。 |
| ワンダーフリック                      | PlayStation Vita / Wii U / PlayStation 3 / PlayStation 4 / Xbox One | 2015年9月14日のiOS / Android版サービス終了とともに、 公式サイトから他機種でのサービス予定の表記が削除された。                                                                                       |
| 魔神STATION                           | iOS / Android                                                       | 2016年1月18日に、キャラクターデザイン担当のコザキユースケが 自身のブログで本作の企画がお蔵入りになったと話している。                                                                                |
| スナックワールド                      | iOS / Android                                                       | 発表時は3DSとともに配信予定とされていたが、 2018年末に3DS版公式サイトトップページから配信予定の表記が削除された。 なお、韓国では2018年11月23日に配信された。                                        |
| メガトン級ムサシ                      | iOS / Android                                                       | 2020年9月26日開催の東京ゲームショウ2020よりiOS / Android版に言及されなくなり、 公式サイトから表記が削除された。                                                                                     |
| 妖怪大辞典                            | iOS / Android                                                       | 2021年1月29日に、公式サイト上で開発の中止が発表された。 |

## アニメ製作参加作品

### テレビ
| タイトル                                                   | 放送期間                                                                 | 話数                                    | アニメーション制作 | 玩具販売     | 備考                                           |
| ---------------------------------------------------------- | ------------------------------------------------------------------------ | --------------------------------------- | ------------------ | ------------ | ---------------------------------------------- |
| イナズマイレブン                                           | 2008年10月 - 2011年4月                                                   | 全127話                                 | オー・エル・エム   | タカラトミー |                                                |
| ダンボール戦機                                             | 2011年3月 - 2013年12月                                                   | 全139話                                 | オー・エル・エム   | バンダイ     |                                                |
| イナズマイレブンGO                                         | 2011年5月 - 2014年3月                                                    | 全141話                                 | オー・エル・エム   | タカラトミー |                                                |
| 機動戦士ガンダムAGE                                        | 2011年10月 - 2012年9月                                                   | 全49話                                  | サンライズ         | バンダイ     | 企画協力                                       |
| 妖怪ウォッチ                                               | 2014年1月 - 2018年3月                                                    | 全214話                                 | オー・エル・エム   | バンダイ     | エンディング制作も担当                         |
| タイムボカン24（第1期） タイムボカン 逆襲の三悪人（第2期） | 2016年10月 - 2017年3月（第1期） 2017年10月 - 2018年3月（第2期）          | 全24話（第1期） 全24話（第2期）         | タツノコプロ       | タカラトミー | 企画協力、キャラクターとメカの原案             |
| スナックワールド                                           | 2017年4月 - 2018年4月                                                    | 全50話                                  | オー・エル・エム   | タカラトミー |                                                |
| イナズマイレブン アレスの天秤                              | 2018年4月 - 2018年9月                                                    | 全26話                                  | オー・エル・エム   | タカラトミー |                                                |
| レイトン ミステリー探偵社 〜カトリーのナゾトキファイル〜   | 2018年4月 - 2019年3月                                                    | 全50話                                  | ライデンフィルム   | タカラトミー |                                                |
| 妖怪ウォッチ シャドウサイド                                | 2018年4月 - 2019年3月                                                    | 全49話                                  | オー・エル・エム   | バンダイ     |                                                |
| イナズマイレブン オリオンの刻印                            | 2018年10月 - 2019年9月                                                   | 全49話                                  | オー・エル・エム   | タカラトミー |                                                |
| 妖怪ウォッチ!                                              | 2019年4月 - 2019年12月                                                   | 全36話                                  | オー・エル・エム   | バンダイ     |                                                |
| 妖怪ウォッチJam 妖怪学園Y 〜Nとの遭遇〜                    | 2019年12月 - 2021年4月                                                   | 全63話                                  | オー・エル・エム   | バンダイ     |                                                |
| 装甲娘戦機                                                 | 2021年1月 - 2021年3月                                                    | 全12話                                  | studio A-CAT       |              | 企画協力                                       |
| 妖怪ウォッチ♪                                              | 2021年4月 - 2023年3月                                                    | 全98話                                  | オー・エル・エム   | バンダイ     |                                                |
| メガトン級ムサシ                                           | 2021年10月 - 2021年12月（シーズン1） 2022年10月 - 2023年3月（シーズン2） | 全13話（シーズン1） 全15話（シーズン2） | オー・エル・エム   | バンダイ     | 2022年7月 - 2022年9月にはシーズン1特別篇を放送 |

### 映画
| タイトル                                                                 | 公開               | アニメーション制作                | 玩具販売              |
| ------------------------------------------------------------------------ | ------------------ | --------------------------------- | --------------------- |
| レイトン教授と永遠の歌姫                                                 | 2009年12月19日     | オー・エル・エム ピーエーワークス | タカラトミー          |
| 劇場版イナズマイレブン 最強軍団オーガ襲来                                | 2010年12月23日     | オー・エル・エム                  | タカラトミー          |
| 劇場版イナズマイレブンGO 究極の絆 グリフォン                             | 2011年12月23日     | オー・エル・エム                  | タカラトミー          |
| 劇場版イナズマイレブンGO vs ダンボール戦機W                              | 2012年12月01日     | オー・エル・エム                  | タカラトミー バンダイ |
| イナズマイレブン 超次元ドリームマッチ                                    | 2014年06月13日     | オー・エル・エム                  | タカラトミー          |
| 映画 妖怪ウォッチ 誕生の秘密だニャン!                                    | 2014年12月20日     | オー・エル・エム                  | バンダイ              |
| 映画 妖怪ウォッチ エンマ大王と5つの物語だニャン!                         | 2015年12月19日     | オー・エル・エム                  | バンダイ              |
| 映画 妖怪ウォッチ 空飛ぶクジラとダブル世界の大冒険だニャン!              | 2016年12月17日     | オー・エル・エム                  | バンダイ              |
| 映画 妖怪ウォッチ シャドウサイド 鬼王の復活                              | 2017年12月16日     | オー・エル・エム                  | バンダイ              |
| 映画 妖怪ウォッチ FOREVER FRIENDS                                        | 2018年12月14日     | オー・エル・エム                  | バンダイ              |
| 二ノ国                                                                   | 2019年08月23日     | オー・エル・エム                  |                       |
| 映画 妖怪学園Y 猫はHEROになれるか                                        | 2019年12月13日     | オー・エル・エム                  | バンダイ              |
| 映画 妖怪ウォッチ♪ ケータとオレっちの出会い編だニャン♪ワ、ワタクシも〜♪♪ | 2021年11月12日     | オー・エル・エム                  | バンダイ              |
| 妖怪ウォッチ♪ ジバニャンvsコマさん もんげー大決戦だニャン                | 2023年01月13日     | オー・エル・エム                  | バンダイ              |
| 映画 イナズマイレブン総集編 伝説のキックオフ                             | 2024年12月27日予定 | オー・エル・エム                  |                       |
| 劇場版 イナズマイレブン 新たなる英雄たちの序章                           | 2024年12月27日予定 | MAPPA                             |                       |

### OVA
| タイトル                           | 発売      | アニメーション制作 | 玩具販売 | 備考         |
| ---------------------------------- | --------- | ------------------ | -------- | ------------ |
| ガールズRPG シンデレライフ         | 2012年3月 | ディー・エル・イー |          | Webアニメ    |
| 機動戦士ガンダムAGE MEMORY OF EDEN | 2013年7月 | サンライズ         | バンダイ | 企画協力     |
| イナズマイレブン Reloaded          | 2018年1月 | オー・エル・エム   |          | イベント上映 |

### Web
- ダンボール戦機 オールスターフォトバトル（2014年）
- イナズマイレブン アウターコード（2016年11月 - 2017年8月）

### その他
- ジャパネットたかたテレビショッピング オープニングアニメ[25]
- イナズマイレブン アレスの天秤 ゲーム&アニメーション パイロットフィルム（2016年7月）
- イナズマイレブン アレスの天秤 超新作映像「フットボールフロンティア編」（2017年3月）

## YouTuber
電脳寺レトは、2019年4月25日にデビューしたレベルファイブ公式バーチャルYouTuber。eスポーツ支援YouTuberとして活躍する予定だが自社のeスポーツゲームはまだ一つもない。
ホシコは、2019年9月25日にデビューしたレベルファイブ公式YouTuber。ゲーム特化型のチャンネルで、レベルファイブ作品を中心とした実況プレイ動画を投稿している。